# Missterious
Missterious war eine österreichische Girlgroup. Gegründet wurde die Formation 2003 in Graz. Sie bestand aus Joi und Rosa.
Die Band feierte kurzlebigen Erfolg mit zwei Adaptionen bekannter Hits, die sich beide in den österreichischen Charts platzieren konnten. Ihre Single Rock Me Amadeus war eine Coverversion des gleichnamigen Hits von Falco.

## Diskografie
Singles
- 2003: Rock Me Amadeus (Artefix Music)
- 2003: Summertime (Artefix Music)